# Церковь Сан-Джеремия
Церковь Сан-Джеремия (итал. La Chiesa di San Geremia — церковь Святого Иеремии) — римско-католический храм в сестиере (районе) Каннареджо, на севере Венеции. Расположен между Гранд-каналом, а также Палаццо Лабиа и Палаццо Флангини. Это важное религиозное сооружение средневекового происхождения, которое несколько раз перестраивалось, но современный вид приобрело лишь между XVIII и XIX веками. Здание богато произведениями искусства. В церковь были перенесены останки святой Луции Сиракузской. Поэтому с 2018 года церковь Сан-Джеремия (Святого пророка Иеремии) также носит титул Святилища Святой Лучии (итал. Santuario di Santa Lucia).

## История
Первое здание церкви было построено ещё в XI веке. Упоминается, что в 1206 году здесь хранились мощи святого Магнуса, епископа Одерцо и Эраклеи, умершего в 670 году. На самом деле он укрылся здесь, пытаясь спастись от лангобардов. Открытая кирпичная колокольня (возможно, датируемая XII веком) имеет два узких романских сдвоенных окна.
Сооружение неоднократно перестраивали. Первая масштабная реконструкция проведена при доже Себастьяно Дзиани — новую церковь освятили в 1292 году. Современное здание датируется 1753 годом. Его возвели по проекту Карло Корбеллини.
Первая месса в перестроенной церкви состоялась 27 апреля 1760 года. Однако фасады, выходящие на площадь и канал Каннареджо, датируются 1861 годом, когда работы были завершены.
Со стороны Большого канала на стене апсиды церкви можно прочитать надпись: «LUCIA VERGINE DI SIRACUSA MARTIRE DI CRISTO IN QUESTO TEMPIO RIPOSA ALL’ITALIA AL MONDO IMPLORI LUCE PACE» (Лучия, дева сиракузская, мученица Христа в этом храме покоится, моля дать Италии и миру свет и мир).
В 1849 году церковь была повреждена обстрелами во время осады города австрийской армией во время итальянской революции. 27 июня 1998 году в церкви произошёл пожар. В 2018 году церковь была преобразована в святилище.
Церковь является местом паломничества и почитания останков святой Лучии, которые были перенесены сюда в 1861 году, когда близлежащая церковь Санта-Лучия была снесена, чтобы освободить место для железнодорожного вокзала Венеции, который до настоящего времени сохраняет название святой. Капелла, в которой расположена урна с останками, была построена из материалов снесённой церкви. В 1955 году Анджело Ронкалли, будущий Папа Иоанн XXIII, а затем патриарх Венеции, надел на лицо святой серебряную маску. Святые останки были похищены 7 ноября 1981 года, но без всякого выкупа возвращены в декабре того же года. Полиция обнаружила реликвии за пределами Венеции в нейлоновой сумке в день праздника Святой Лучии, 13 декабря.

## Интерьер
Внутреннее убранство церкви лаконично. Примечательны алтарь и пресвитерий со статуями Святого Петра и Иеремии (созданы в 1798 году) работы Джованни Феррари. Алтарный фон украшает монохромная фреска Агостино Менгоцци Колонны (сына и ученика Джироламо Менгоцци-Колонны), изображающая двух ангелов, поддерживающих земной шар. Произведение Пальмы Младшего: «Дева Мария помогает короновать Венецию епископу Святому Магнусу» украшает четвёртый алтарь. В церкви есть скульптуры Джованни Мариa Морлайтера (Мадонна Розария, или «Мадонна в саду роз») и Джованни Маркьори (Непорочное зачатие).

## Галерея
- Вид на церковь со стороны Гранд-канала
- Интерьер. Вид на апсиду
- Алтарь Святой Луции
- Дж. Б. Менгарди. Святое семейство
- Ф. Маджотто. Смерть Святого Иосифа. 1805
- Себастьяно Санти. Распятие